# Bruce Cabot
Bruce Cabot, född 20 april 1904 i Carlsbad, död 3 maj 1972, var en amerikansk skådespelare. Cabot medverkade mestadels i westernfilmer, men i början av karriären gjorde han en av huvudrollerna i King Kong. Cabot syns ofta som birollsaktör i filmer med John Wayne.

## Filmografi i urval
- 1933 – King Kong
- 1936 – Fury
- 1936 – Den siste mohikanen
- 1939 – Homicide Bureau
- 1939 – Landet bortom lagen
- 1940 – Susan älskar alla
- 1947 – Ängeln och den laglöse
- 1965 – Cat Ballou skjuter skarpt
- 1966 – Den djävulska jakten
- 1971 – Big Jake
- 1971 – Diamantfeber